# Waterproof
Waterproof is een plaats (town) in de Amerikaanse staat Louisiana, en valt bestuurlijk gezien onder Tensas Parish.
Waterproof was een stopplaats voor de rivierboten op de Mississippi van en naar New Orleans.

## Demografie
Bij de volkstelling in 2000 werd het aantal inwoners vastgesteld op 834.
In 2006 is het aantal inwoners door het United States Census Bureau geschat op 772, een daling van 62 (-7,4%).

## Geografie
Volgens het United States Census Bureau beslaat de plaats een oppervlakte van
1,8 km², geheel bestaande uit land. Waterproof ligt op ongeveer 20 m boven zeeniveau.

## Plaatsen in de nabije omgeving
De onderstaande figuur toont nabijgelegen plaatsen in een straal van 28 km rond Waterproof.